# Prólogo do Céu
Os Cavaleiros do Zodíaco: Prólogo do Céu (聖闘士星矢　天界編 序奏 〜overture〜, Seinto Seiya: Tenkai-hen Josō, lit. Saint Seiya: Prólogo da Saga do Céu) é o quinto filme da série Saint Seiya (Os Cavaleiros do Zodíaco). O filme foi exibido dia 14 de Fevereiro de 2004 e lançado oficialmente no dia 2 de novembro de 2006 no Brasil. O DVD oficial foi lançado no dia 24 de Setembro de 2004 no Japão e em 2007 no Brasil. Ao contrário dos quatro primeiros filmes da serie, este segue a cronologia do anime.
Foi produzido pela Toei Animation após o sucesso da saga de Hades fase Santuário, e em comemoração aos trinta anos de carreira do mangaka Masami Kurumada. [carece de fontes?]
O filme tem um foco mais adulto, tanto no vocabulário quanto no enredo, sendo assim não se trata mais de um anime shōnen já cresceu e tornou seinen[carece de fontes?], assim como a maioria de seus fãs cresceram e se tornaram adultos. Ao contrário da saga de Hades, que possui cenários bem escuros, este novo filme traz cenários muito claros e limpos.

## Sinopse
| “ | "Depois de uma década, os Cavaleiros do Zodíaco voltaram aos cinemas do Brasil - e em uma superprodução com animação de altíssima qualidade! Após a terrível batalha contra Hades, os defensores da deusa Athena ainda estão se recuperando quando se deparam com um novo inimigo: a poderosa deusa Artemis que, liderando os impressionantes cavaleiros celestiais, quer tomar o controle do Santuário...e também de todo o planeta Terra!" | ” |

## História
O filme se passa após os eventos da Saga de Hades. Depois das guerras santas contra Poseidon e Hades, os deuses do Olimpo ficam furiosos com Athena e seus cavaleiros.
Artemis, a deusa da Lua, surge com o intuito de castigar os Cavaleiros de Bronze por terem se voltado contra os deuses. Para protegê-los, Saori Kido oferece a Terra à Artemis e jura sua própria vida como promessa de que eles nunca mais lutariam. O acordo então é aceito e a Deusa da Lua passa a governar a Terra.
Entretanto, ao verem o Santuário de Athena dominado, os Cavaleiros se rebelam, mesmo não entendendo ao certo o que estava acontecendo. Assim, Saori teve que entregar sua vida, já que havia prometido que Seiya e os outros nunca mais lutariam. É neste momento que seu sangue passa a ser derramado. Como os guerreiros estavam lutando contra a vontade de Athena, os mesmos estavam muito fracos, sendo golpeados facilmente durante as lutas.
No decorrer do filme alguns fatos são explicados, como o irmão de Marin ser Toma (Ikaros), e não Seiya. Os Cavaleiros de Ouro, que morreram na destruição do Muro das Lamentações, têm suas almas seladas pelos deuses do Olimpo como forma de punição.

## Mangá
Um pouco antes do lançamento do filme, foi lançado, no Japão, um mangá que serve de intersecção entre a Fase Elíseos da Saga de Hades e o quinto filme. Vivido em duas cenas. A primeira mostra Saori refletindo sobre o futuro ao lado de um catatônico Seiya, e a outra mostra Toma na prisão do Olimpo, conversando com um deus misterioso.

## Personagens

### Deuses

#### Artemis
Arutemisu (アルテミス)
Artemis, (cuja pronúncia correta seria Ártemis), Deusa da Lua e da caça, é irmã de Athena. Aparece com a missão de punir os Cavaleiros de Athena por terem derrotado Poseidon e Hades e fazer com que Athena desista da Terra. Artemis não chega a mostrar seu real poder, entretanto, seu poderoso cosmo é capaz de tornar a superfície da Terra semelhante à da Lua e transformar o dia em noite. Usa um arco como arma.

#### Apollon
Aporon (アポロン)
Deus do Sol e da arte, é irmão de Athena e gêmeo de Artemis. Tem a mesma missão de Artemis e aparece para salvá-la do ataque de Seiya.

### Anjos Celestes
Não fica claro se servem apenas a Artemis ou a todos os deuses do Olimpo. No original, eles são "Tentoushi" (Santos do Céu), diferentemente dos Cavaleiros de Athena, que são os "Seitoushi" (Santos da Terra).

#### Ikaros
Ikarosu (イカロス)
Ikaros (cujo nome humano é Toma) é o irmão de Marin, desaparecido por vários anos. Toma foi aprisionado no Olimpo, mas uma pessoa misteriosa acaba o libertando. Luta junto com Odysseus e Theseus contra os cavaleiros de Athena. É o único guerreiro celestial humano. Esqueceu os sentimentos humanos para alcançar o poder dos deuses. Ele é derrotado quando entra na frente da flecha de Artemis para salvar Athena.

#### Odysseus
Odyusseusu (オデュッセウス)
Lutou contra Seiya, mas Hyoga de Cisne e Shiryu de Dragão fazem o rapaz ir atrás de Athena. Shiryu e Hyoga derrotam Odysseus motivados pelo esforço de Seiya. Lutando contra Seiya, Hyoga e Shiryu ele compreendeu porque recebeu a ordem de eliminar os Cavaleiros de Bronze. Utiliza esferas de energia que absorvem o ataque inimigo e em seguida rebatem o golpe, fazendo com o que o adversário seja atingido pelo seu próprio ataque.

#### Theseus
Teseusu (テセウス)
Lutou contra Shun de Andrômeda e Ikki de Fênix na área do " Sagrado Selo Celestiais", onde estavam seladas as almas dos Cavaleiros de Ouro. Theseus se surpreendeu com o grande espírito de batalha dos Cavaleiros de Athena e compreendeu que eles podem ser uma ameaça aos deuses. Seu golpe possui a forma de vários losangos dourados que atingem o adversário com grande potência e destroi o que tiver em seu caminho.

## Trilha Sonora Original
A Trilha-sonora oficial do filme foi composta por Seiji Yokoyama e lançada no cd Original Soundtrack IX - Tenkai Hen Joso Overture Original Soundtrack O tema oficial do filme chama-se Never-Seitoushi Seiya No Theme, e é a faixa 22. O intérprete em português desta canção foi Edu Falaschi.
A condução da orquestra ficou por conta de Hiroshi Kumagai.
1. Tenkai Hen Josou - he no Zensoukyoku
2. Artemis no Shutsugen
3. Athena no Ai
4. Seiya to Marin
5. Sei'iki no Kutou
6. Seiya, Futatabi
7. Shun vs Theseus
8. Ikki Toujou
9. Athena no Seitoushi
10. Tsurai Tatakai
11. Seiya, Hyoga, Shiryu vs Odysseus
12. Icarus no Omoi
13. Seiya vs Icarus
14. Yasashii Koku
15. Ugokidashita Unmei
16. Urushite
17. Athena no Ketsui
18. Touma to Marin
19. Doukoku
20. Kyuukyoku no Shou'uchuu
21. Itsuka, Dokoka de
22. Never-Seitoushi Seiya No Theme (interpretada por Nobuo Yamada - versão em português por Edu Falaschi)

## Prêmios e Indicações
| Ano  | Prêmio                                        | Categoria                                                                  | Indicação                                      | Resultado | Ref.  |
| ---- | --------------------------------------------- | -------------------------------------------------------------------------- | ---------------------------------------------- | --------- | ----- |
| 2007 | Prêmio Yamato, o Oscar da Dublagem Brasileira | Melhor Dublagem Feminina de Personagem de Coadjuvante – Escolha do Público | Cecília Lemes (Dublagem da personagem Artemis) | Venceu    | [ 2 ] |
| 2007 | Prêmio Yamato, o Oscar da Dublagem Brasileira | Revelação do Ano                                                           | Spencer Toth (Dublagem do personagem Theseus)  | Indicado  | [ 3 ] |
| 2007 | Prêmio Yamato, o Oscar da Dublagem Brasileira | Revelação do Ano                                                           | Thiago Zambrano (Dublagem do personagem Toma)  | Indicado  | [ 3 ] |